# El Periódico (Barcelona)
El Periódico (katalanskt uttal: /əɫ pəɾiˈɔðiku/; spanskt uttal: /el peˈɾjoðiko/), kallades tidigare som El Periódico de Catalunya, är en daglig morgontidning baserad i Barcelona i Katalonien (Spanien). Den ges sedan 1978 ut på spanska, och sedan 1997 finns den även i en upplaga på katalanska. Tillsammans säljer de båda upplagorna cirka 125 000 exemlar per dag, vilket gör tidningen till den näst största dagstidningen i Spaniens katalanskspråkiga områden. Större är endast La Vanguardia, vilken sedan 2011 också ges ut med en upplaga på katalanska.

## Inriktning och innehåll
El Periódico använder den katalanska stavningen Catalunya (och inte Cataluña) även i sin spanskspråkiga upplaga. Däremot använder den det spanska periódico ('tidskrift') i namnet på båda språkupplagorna.
På sin ledarplats har tidningen en katalansk vinkel, men man omfattar inte självständighetstanken hos många katalanskspråkiga webbtidningar och en del mindre dagstidningar på papper.
Tidningen har en vänster-center-inriktning. En av senare års chefredaktörer på El Periódico är Rafael Nadal (ej tennisspelare), bror till Joaquim Nadal då ledare för Kataloniens socialistparti PSC.
El Periódico har i USA Todays efterföljd satsat på färgmaterial och tydlig grafik. Numera trycks varje sida i färg.

## Historik
Tidningen grundades 26 oktober 1978 för att kunna erbjuda en progressiv katalansk dagstidning med koppling till katalansk socialism.
El Periódico ger sedan 1997 även ut en upplaga på katalanska. Den katalanska upplagan, vars grundande underlättades av framkomsten av automatiska översättningsverktyg, är nästan lika stor som den på spanska. De olika editionerna särskiljs via röd (spanska) respektive blå (katalanska) grundfärg i logotyp och sidhuvud. Under 2000-talet har tidningen lanserat webbupplagor (även via mobilapplikation) av tidningen, med den spanskspråkiga editionen på adressen elperiodico.com och den katalanskspråkiga på adressen elperiodico.cat.
Samtidigt som man 1997 grundade sin katalanskspråkiga edition, startade man även den andorranska avläggaren El Periòdic d'Andorra. Denna katalanskspråkiga tidning (som numera ges ut i andorransk regi) har sedan starten en helt katalanskspråkig titel.
Chefredaktören sedan 2010 på El Periódico de Catalunya, Enric Hernàndez, var tidigare chef för El País katalanska redaktion.

### Upplageutveckling, senare år
2011 var El Periódico Spaniens femte största dagstidning med allmän inriktning. Nedan listas den tryckta upplagan för ett urval av år. Pappersupplagorna har precis som hos de flesta andra europeiska dagstidningar på senare år minskat, till förmån för ökat läsande via Internet.
- 1993 – 185 517 exemplar
- 1994 – 193 576
- 2000 – 218 000
- 2003 – 167 000
- 2008 – 152 025
- 2009 – 133 265
- 2010 – 133 035
- 2011 – 119 374
- 2016 – 105 479 (såld upplaga: 81 464)[4]
- 2017 – 72 786[5]
- 2018 – 60 870[5]

Lanseringen av tidningens katalanska upplaga 1997 ledde till en ökad totalupplaga. El Periódico gick då om lokalkonkurrenten La Vanguardia som Kataloniens största dagstidning, ett tillstånd som varade fram till att även den senare grundade en katalanskspråkig edition 2011. 
Som en följd av senare års upplageminskningar och tidningens sämre ekonomi sådes ägarbolaget Grupo Zeta i april 2019 till Prensa Ibérica. Den senare blev därmed det största mediebolaget i östra Spanien, med spansk- och katalanskspråkiga titlar som Diari de Girona, Diario de Mallorca, Levante-EMV och Sport.
El Periódicos spanska upplaga är större än den på katalanska. År 2016 såldes i snitt 46 000 av den förstnämnda och 33 000 av den sistnämnda måndag–lördag.

### Chefredaktörer[1]
- 1978–82 • Antonio Franco
- 1982–84 • Ginés Vivancos
- 1984–88 • Enrique Arias
- 1988–2006 • Antonio Franco
- 2006–10 • Rafael Nadal
- 2010– • Enric Hernández